# Gran Premi d'Austràlia del 2009
El Gran Premi d'Austràlia de Fórmula 1 de la Temporada 2009 es va disputar a Melbourne, el 29 de març del 2009.

## Qualificacions del dissabte
Temps dels pilots en els entrenaments oficials de dissabte.
| Pos. | Pilot                | Equip                 | Temps Q1 | Temps Q2     | Temps Q3 |
| ---- | -------------------- | --------------------- | -------- | ------------ | -------- |
| 1    | Jenson Button        | Brawn                 | 1:25.211 | 1:24.855     | 1:26.202 |
| 2    | Rubens Barrichello   | Brawn                 | 1:25.006 | 1:24.783     | 1:26.505 |
| 3    | Sebastian Vettel     | Red Bull - Renault    | 1:25.938 | 1:25.121     | 1:26.830 |
| 4    | Robert Kubica        | BMW Sauber            | 1:25.922 | 1:25.152     | 1:26.914 |
| 5    | Nico Rosberg         | Williams - Toyota     | 1:25.846 | 1:25.123     | 1:26.973 |
| 6    | Timo Glock           | Toyota¹               | 1:25.499 | 1:25.281     | 1:26.975 |
| 7    | Felipe Massa         | Ferrari               | 1:25.844 | 1:25.319     | 1:27.033 |
| 8    | Jarno Trulli         | Toyota¹               | 1:26.194 | 1:25.265     | 1:27.127 |
| 9    | Kimi Räikkönen       | Ferrari               | 1:25.899 | 1:25.380     | 1:27.163 |
| 10   | Mark Webber          | Red Bull - Renault    | 1:25.427 | 1:25.241     | 1:27.246 |
| 11   | Nick Heidfeld        | BMW Sauber            | 1:25.827 | 1:25.504     |          |
| 12   | Fernando Alonso      | Renault               | 1:26.026 | 1:25.605     |          |
| 13   | Kazuki Nakajima      | Williams - Toyota     | 1:26.074 | 1:25.607     |          |
| 14   | Heikki Kovalainen    | McLaren - Mercedes    | 1:26.184 | 1:25.726     |          |
| 15   | Lewis Hamilton       | McLaren - Mercedes    | 1:26.454 | Sense temps² |          |
| 16   | Sebastien Buemi      | Toro Rosso - Ferrari  | 1:26.503 |              |          |
| 17   | Nelson Piquet Jr.    | Renault               | 1:26.598 |              |          |
| 18   | Giancarlo Fisichella | Force India - McLaren | 1:26.677 |              |          |
| 19   | Adrian Sutil         | Force India - McLaren | 1:26.742 |              |          |
| 20   | Sebastien Bourdais   | Toro Rosso - Ferrari  | 1:26.964 |              |          |

### Sancions
- Nota 1:  Els Toyota han estat sancionats a les dues últimes posicions de la graella perquè han muntat uns alerons posteriors il·legals.[2]
- Nota 2:  Lewis Hamilton ha perdut cinc posicions de la graella perquè ha substituït el canvi de marxes.[3]

## Resultats de la cursa
| Pos | N. | Pilot                | Equip                  | Voltes | Temps/ Retir.        | Pos. de sort. | Punts |
| --- | -- | -------------------- | ---------------------- | ------ | -------------------- | ------------- | ----- |
| 1   | 22 | Jenson Button        | Brawn - Mercedes       | 58     | 1h 34’ 15. 784       | 1             | 10    |
| 2   | 23 | Rubens Barrichello   | Brawn - Mercedes       | 58     | + 0.807 s            | 2             | 8     |
| 3   | 9  | Jarno Trulli3        | Toyota                 | 58     | + 1.604 s            | 20            | 6     |
| 4   | 10 | Timo Glock           | Toyota                 | 58     | + 4.435 s            | 19            | 5     |
| 5   | 7‡ | Fernando Alonso      | Renault                | 58     | + 4.879 s            | 10            | 4     |
| 6   | 16 | Nico Rosberg         | Williams - Toyota      | 58     | + 5.722 s            | 5             | 3     |
| 7   | 12 | Sébastien Buemi      | Toro Rosso - Ferrari   | 58     | + 6.004 s            | 13            | 2     |
| 8   | 11 | Sébastien Bourdais   | Toro Rosso - Ferrari   | 58     | + 6.298 s            | 17            | 1     |
| 9   | 20 | Adrian Sutil         | Force India - Mercedes | 58     | + 6.335 s            | 16            |       |
| 10  | 6  | Nick Heidfeld        | BMW Sauber             | 58     | + 7.085 s            | 9             |       |
| 11  | 21 | Giancarlo Fisichella | Force India - Mercedes | 58     | + 7.374 s            | 15            |       |
| 12  | 14 | Mark Webber          | Red Bull - Renault     | 57     | + 1 Volta            | 8             |       |
| 13  | 15 | Sebastian Vettel 4   | Red Bull - Renault     | 56     | Col·lisió (a 2 v.)   | 3             |       |
| 14  | 5  | Robert Kubica        | BMW Sauber             | 55     | Col·lisió (a 3 v.)   | 4             |       |
| 15  | 4  | Kimi Räikkönen       | Ferrari                | 55     | Diferencial (a 3 v.) | 7             |       |
| Ret | 3  | Felipe Massa         | Ferrari                | 45     | Suspensions          | 6             |       |
| Ret | 8  | Nelson Piquet Jr.    | Renault                | 24     | Virolla              | 14            |       |
| Ret | 17 | Kazuki Nakajima      | Williams - Toyota      | 17     | Accident             | 11            |       |
| Ret | 2  | Heikki Kovalainen    | McLaren - Mercedes     | 0      | Col·lisió            | 12            |       |
| DSQ | 1‡ | Lewis Hamilton       | Mercedes - McLaren     | 58     |                      | 18            |       |

### Sancions
- Nota 3:  Jarno Trulli va ser penalitzat amb 25 segons per avançar Lewis Hamilton amb el safety car a pista, però el 2 d'abril (després que Toyota reclamés la sanció) la FIA va decidir anul·lar la sanció a Trulli i excloure Hamilton perquè van considerar que Hamilton va mentir en la primera investigació[4]
- Nota 4:  Sebastian Vettel ha estat sancionat amb 10 posicions de penalització a la sortida de la propera cursa per l'incident amb Robert Kubica.

## Altres
- Pole: Jenson Button 1' 26. 202

- Volta ràpida: Nico Rosberg 1' 27. 706 (a la volta 48)